# 히라이즈미
히라이즈미(일본어: 平泉)는 일본 이와테현(岩手縣) 남서부에 있는 옛 지명으로 오늘날의 히라이즈미정(平泉町)의 중심부에 해당한다.
이 지역 일대에는 헤이안 시대(平安時代) 말기, 도호쿠 지방의 대호족으로서 번영을 누렸던 오슈 후지와라 씨(奧州藤原氏)에 의해 건립된 사원과 그 유적들이 다수 남아 있어, 그 중 다섯 건이 「히라이즈미 ― 불국토(佛國土)를 보여주는 건축・정원 및 고고학적 유적들―」이라는 이름으로, 2011년 6월 26일(현지 시간 6월 25일), 일본내에서는 열두 번째로(그리고 도호쿠 지방에서는 최초로) 유네스코로부터 세계문화유산으로 등록되었다.

## 역사적 배경
북쪽으로는 고로모 강(衣川), 동쪽으로는 기타가미 강(北上川), 남쪽으로는 이와이 강(磐井川)으로 둘러싸인 히라이즈미는 11세기 말부터 12세기 말까지 약 90년간 오슈 후지와라 씨의 거점이 되었다. 「히라이즈미」라는 이름이 사료에 보이는 가장 오래된 것은 《아즈마카가미》 분지(文治) 5년(1189년)조로 시기적으로 겹친다. 그 어원에 대해서는 '샘물(泉)'이 풍부하다는 지형적 요인에 근거했다는 설과, 불교적인 평화를 비는 이념에 입각했다는 설도 있다.
오슈 후지와라 씨의 초대 당주로 히라이즈미에 처음 터를 잡은 후지와라노 기요히라(藤原淸衡)는 고와(康和) 연간에 히라이즈미로 이주하여 그곳에 「히라이즈미노타치」(平泉館)를 짓고, 나아가 주손지(中尊寺)를 비롯한 대규모 사원을 지었는데, 이때 히라이즈미에는 그 두 곳의 건축물군 뿐이었고 도시 기능은 고로모 강을 낀 대안 지구에 위치해 있었다.
기요히라가 히라이즈미를 택한 이유는 우선, 히라이즈미는 기타가미 강과 그 지류인 고로모 강, 오타 강 등이 흐르고 간선도로인 '오쿠 대로'가 지나는 수륙 교통의 요충지였다. 덧붙여 기타가미 강의 동쪽 연안 일대는 대규모 곡창 지대였으며, '히라이즈미'라는 이름의 유래가 '평지에 있는 샘'이라는 설이 있을 만큼 물이 풍부한 땅이었다, 는 점도 이유 중 하나로 제시된다. 기타가미 강은 하류에 있는 이치노세키에서 협곡으로 들어가기 때문에 상류에서는 종종 범람하기도 했지만, 히라이즈미는 서쪽으로 긴케이 산 - 주손지 등으로 이어지는 주위보다 높은 평지 위에 있어 홍수 피해를 거의 입지 않았고 지형적으로도 안성맞춤이었다. 기요히라 자신의 통치 범위가 남쪽으로는 현대 일본의 후쿠시마 현 시라카와 시 부근에서 시작되어 북쪽으로는 아오모리 현 아오모리 시 부근이고, 그 중간 위도에 해당하는 지점에 히라이즈미가 위치하고 있다.
주손지의 곤지키도(金色堂)를 세우면서부터 건물은 남으로 점차 늘어났고, 2대 당주였던 모토히라(基衡)의 시대에 히라이즈미노타치에서 새로운 중심지가 될 대규모 건물의 신축, 모쓰지(毛越寺)의 건립과 그에 맞춘 동서 대로(大路)의 정비가 실시되면서 도시 기능은 꾸준히 정비되었다. 3대 당주 히데히라(秀衡)의 시대에 히라이즈미노타치의 대개축이 이루어지고, 무료코인(無量光院)의 건립, 그에 따른 주변 지역 신식 시가지 형성 등 히라이즈미 전체 도시 경관은 크게 달라진다. 초대 기요히라에서 3대 히데히라로 이어지는 이러한 변화를 「산(山) 히라이즈미」, 「마을(里) 히라이즈미」, 「도시(都市) 히라이즈미」로 평가하는 사람도 있다.
오슈 후지와라 씨는 4대 야스히라(泰衡)의 시대에 미나모토노 요리토모(源頼朝)에 의해 멸망당하고, 히라이즈미에 담겨진 독자적인 불교 이념이 이어지지는 못했지만 히라이즈미의 건축물만은 보호되었다. 미나모토노 요리토모는 히라이즈미를 함락시킨 직후(1189년)에 주손지나 모쓰지의 승려들에게 보고서를 작성해 제출할 것을 명했다. 이것은 《아즈마카가미(吾妻鏡)》에 「사탑이하주문(寺塔已下注文)」이라는 이름으로 수록되었으며, 당시 히라이즈미의 모습을 살펴볼 수 있는 1급 사료로 평가받고 있다.
후대에 화재로 소실된 건축물들도 적지 않지만, 일본에서 전후 여러 차례에 걸친 발굴 조사 등으로 각 절터 등이 발굴되고 복원되기에 이르렀다.

### 정토(淨土)
정토 사상은 아미타여래(阿彌陀如來)를 믿고 의지하여 사후 서방 세계에 있다는 극락정토(極樂淨土)에 왕생하기를 바라는 믿음이다. 일본에서는 특히 잇따른 전란이 벌어지던 헤이안 시대 말기에 말법(末法) 사상이 사람들 사이에 침투했는데, 아미타여래를 소재로 한 내영도(來迎圖)가 제작되고, 아미타도(阿彌陀堂)이라는 이름의 불당 건립, 정토식 정원(淨土式庭園)이라는 이름의 정원이 만들어지는 등의 형태로 나타났다. 정토식 정원이란 건물뿐 아니라 연못, 다리 등의 배치를 통해 흡사 자신이 지금 정토에 와있는 것과 같은 시각적, 체감적 효과를 자아내려는 정원 조영 기법이다.
오슈 후지와라 씨의 초대 당주였던 기요히라도 불교에 깊이 경도되어, 잇따른 전란의 희생자들이 적, 아군 구별없이 모두 정토에 왕생하기를 빌며 주손지를 세운다. 그 속에서 그가 처음 세웠던 것이 다보당(多寶堂), 즉 사이소인(最初院)으로, 여기서 채용한 양식은 당시 교토 등지에 널리 퍼져있던 대일여래(大日如來)를 중심으로 하는 밀교(密敎) 계열의 양식이 아니라, 동아시아 전체의 주류가 되고 있던 양식 즉 《법화경(法華經)》을 제재로 한 「석가다보이불병좌(釋迦多寶二佛竝座)」라 불리는 양식이었다. 이 점은 히라이즈미의 불교가 갖춘 자립성과 국제성을 나타내는 것으로 평가받는다. 또한 「석가다보이불병좌」의 다보당은 우주의 중심을 상징하는 것으로, 그가 간선도로인 「오쿠 대로(奥大道)」의 노변에 스투파(卒塔婆)나 가람을 정비했다는 전승과 함께, 기요히라가 도호쿠 지방에 일종의 「불교 왕국」을 세우고자 했던 의도가 있다는 점도 지적된다.
이 시점에서 정토 사상은 히라이즈미 불교 사상의 중추를 차지한 것은 아니었지만, 3대 당주 히데히라의 무료코인 건립에 이르러 정토교는 히라이즈미 사상에서의 중심적 지위를 차지하게 된다. 그 과정에서 정토 사상과 깊이 연결된 건축물이나 정원 등이 세워지는 등 히라이즈미는 불교적 색채가 강한 대도시로 정비되었다. 세계문화유산으로 지정된 히라이즈미의 주요 부분은 그러한 사원(혹은 그 사원터)들로 구성되어, 과거 히라이즈미에 펼쳐졌던 불교적 평등주의와 평화주의의 이상을 오늘날까지 전하고 있다.

## 세계문화유산 등록 과정

### 히라이즈미의 문화유산
히라이즈미는 「이시미 긴잔(石見銀山) 유적과 그 문화적 경관」이나 「기이 산지(紀伊山地)의 영장(霊場)과 참배길」과 함께 2001년에 세계문화유산 등재 리스트에 올랐었다. 당초의 등록명은 「히라이즈미의 문화유산」으로, 교토의 영향을 받으면서도 그와 나란히 설 수 있는 독자성을 지닌 뛰어난 지방문화를 발전시켜 나갔다는 점, 과거 중요한 정치 거점으로서 오슈 후지와라 씨의 멸망으로 그 중요성을 잃은 뒤 개발에 노출되지 않고 당시 모습을 고스란히 보존하고 있다는 점이 평가되었다.

### 히라이즈미 - 정토사상을 기조로 한 문화적 경관
2006년 7월, 문화 심의회에서 히라이즈미를 세계문화유산에 추천할 것이 결정되고, 그 등록명은 「히라이즈미 - 정토사상과 관련한 문화적 경관」으로 변경되었다. 그 명칭은 같은 해 9월에 일본 문화청의 재검토 결과 「히라이즈미 - 정토 사상을 기조로 한 문화적 경관」으로 조정되어 2006년 12월 26일, 처음으로 추천서가 파리의 세계문화유산 센터에 제출된다. 그때의 구성 자산은 주손지, 모쓰지, 무료코인 터, 긴케이 산(金鷄山), 야나기노고쇼 유적(柳之御所遺跡), 닷코쿠 동굴(達谷窟) 등의 히라이즈미 정의 유적과, 시라토리노타치 유적(白鳥舘遺跡), 초자가하라(長者ヶ原) 폐사터 등의 오슈시(奧州市) 유적, 고쓰지무라 장원(骨寺村莊園) 유적과 농촌 경관 등 이치노세키시(一関市)의 유적, 모두 아홉 건으로 등록명에서도 보이듯 주변 자연환경과 사원들이 하나의 정토의 모습을 재현해 낸 문화적 경관으로서 신청된 것이었다.
일본 정부는 다음과 같은 세계문화유산 등록기준을 내세워 히라이즈미를 추천했다.
- (3) 현존 혹은 소멸한 문화적 전통 또는 문명의 유일한 또는 적어도 희귀한 자취.
- (4) 인류 역사상 중요한 시대를 예증하는 건축 양식 건축물, 기술 집적 또는 경관이 뛰어난 예.
- (5) 한 문화(또는 여러 문화)을 대표하는 전통적 마을, 혹은 육, 해상 이용의 두드러진 예. 혹은 특히 비가역적인 변화 속에서 존속이 의심되는 사람들과 환경이 관련된 두드러진 예.
- (6) 현저하고 보편적인 의의를 가지는 사건, 현존하는 전통 사상, 신앙 또는 예술적, 문학적 작품들과 직접 또는 명백하게 관련된 것(이 기준은 다른 기준과 함께 이용하는 것이 바람직하다고 세계유산 위원회는 생각하고 있다).

구체적으로는 기준(3)은 정토 사상에 기반한 독자적인 문화적 전통의 뛰어난 예증인 점, 기준(4)는 정토 사상을 구현한 불교 건축물이나 정원군이며 기준(5)은 고쓰지 장원 유적 주변의 농촌 경관이 당시의 모습 그대로 남아 있는 드문 예이고, 기준(6)는 히라이즈미의 문화 유산이 당시의 정토 사상을 전하고 있다는 점에 각각 적용된다는 것이었다.
2007년 8월 27일부터 29일까지 ICOMOS에서 파견된 전문가(미술사가·고고학자)가 현지를 시찰했고, ICOMOS는 그 시찰 결과를 토대로 2008년 5월에 "등록 연기"을 권고했다. 보호 상태 등에 문제가 없다고 여겨지는 한편, 일본 측이 주장한 4대 기준 적용에 대해서는 모두 증명이 불충분하며 중국 및 한국과의 비교 연구도 부족하다는 것이었다. 동시에 사원 등 건축 양식의 독자성과 그 영향 관계를 강조하고 구성 자산을 정리한 후에 기준(2)을 적용해야 한다는 의견도 첨부되었다.
2008년 7월에 열린 제32회 세계유산위원회에서 일본은 지난해의 「등록연기」 권고를 뒤집고 「이와미 긴잔 유적과 그 문화적 경관」을 등록할 때와 마찬가지로 적극적인 활동을 벌였는데, 그때의 보충설명에서는 히라이즈미의 황금이 서구 세계에 「황금의 나라 지팡구」전설의 유래가 되었다는 것, 전몰자의 영혼을 적, 아군 구별없이 정토로 인도하고자 한 주손지 및 그 연장선상에 있는 히라이즈미의 조영 의도가 유네스코 헌장의 정신과도 통한다는 점 등을 확인시켰다. 그러나 ICOMOS의 통고는 뒤집지 못한 채 그대로 「등록연기」가 결의된다.
앞서 언급한 ICOMOS의 권고 내용 외에도 「시리얼 노미네이션(연속성이 있는 자산)」으로서 신청한 아홉 건이 개별적인 것으로서 통일성 있는 문화적 경관이라는 충분한 설득이 이루어지지 못한 점, 반격을 노린 일본 정부의 강한 압력이 2년에 걸친 것에 오히려 반발을 초래한 측면도 있었다는 점 등이 지적된다.
일본 정부가 추천하고도 등록이 불허된 것은 히라이즈미가 최초였다. 잠정 목록에 기재되었거나 혹은 그것을 목표로 하고 있던 일본의 다른 지자체에도 히라이즈미의 등록 연기는 「히라이즈미 쇼크」라고까지 불리며 충격을 안겼다. 2006년과 2007년에 일본 문화청이 일본 전국의 자치단체에 호소하던 세계문화유산 후보 공모도 2008년 이후로 중단되고 만 것도 이「히라이즈미 쇼크」와 연결짓는 견해도 있다.

### 히라이즈미―불국토를 구현한 건축 · 정원 및 고고학적 유적군
등록 연기가 결정된 직후, 일본 문화청 등 관계자는 2011년에 있을 재심의를 목표로 다른 문화유산의 추천을 그보다 우선시키지 않을 것임을 발표한다.
추천 자산을 정토 사상의 건축물에만 국한시키는 것에 대해 히라이즈미를 과소평가하는 것 아니냐는 전문가 의견도 있었지만, '등록 연기' 결의를 바탕으로 재검토한 결과 일본 정부 및 이와테 현은 ICOMOS의 권고에 따라 기준(2)에 근거한 추천으로 전환하기로 2009년에 결정했다. 때문에 등록 이름을 「히라이즈미 ― 불국토(정토)을 나타내는 건축·정원 및 고고학적 유적군 ―」으로 변경하고 ICOMOS에서 제외해야 한다고 지적한 닷코쿠 동굴, 시라토리노타치 유적, 초지가하라 폐사지, 호네데라 장원 유적 등의 4건에 대한 제외를 결정, 나머지 6건의 자산으로 재구성하였다(이 제외된 네 건은 히라이즈미가 세계문화유산에 등재된 뒤 확대등록을 시도하게 되었지만, 호네데라 장원 유적 등은 당초 추천 요소에 포함되어 있지 않았던 것을 일본 정부와 현에서 이치노세키 현지에 타진해서 추가시켰다는 경위가 있었기에, 호네데라 장원 유적이 위치한 이치노세키의 현지 반응은 복잡했다는 지적이 있다).
2010년 1월 18일, 추천서가 세계 유산 센터에 제출되었다. 그 해 9월 8일부터 9일까지 ICOMOS의 위원 왕리쥔(중국)이 현지를 시찰하고 그 결과를 바탕으로 2011년 5월 7일에 ICOMOS에 의한 권고가 이루어졌는데, '등록'을 권고하면서도 정토사상과 일본 고유 사상의 융합을 보여 주는 유적으로 인정할 수 없는 야나기노고쇼 유적을 제외하고 등록 이름에서 '고고학적 유적군'을 빼야 한다는 의견이 들어 있었으며, 일본이 주장했던 등록 기준(2),(4),(6)의 적용에 대해서도 기준(4)인
- (4)인류 역사상 중요한 시대를 예증하는 건축 양식 건축물, 기술 집적 또는 경관이 뛰어난 예.

는 인정할 수 없다고 밝히고 있었다. 일본 정부는 극락 정토를 지상으로 표현하겠다고 마음먹었다는 자체만으로도 국제적으로도 드문 일임을 주장하면서 이 기준을 적용할 수 있다고 주장했지만, ICOMOS의 권고는 같은 시기 한반도의 정원을 근거로 일본이 주장한 히라이즈미의 세계사적 의의를 부정한 것이다.
히라이즈미의 문화 유산은 2011년 6월 19일부터 29일에 개최된 제35회 세계 유산 위원회(파리)에서 심의되어 6월 26일(현지 시간으로 6월 25일)에 세계 유산 목록에 등록이 결의되지만, 등록명의 「고고학적 유적군(200Archaeological Sites/sitesarchéologiques)」에 대해 야나기노고쇼 유적을 제외시키는 것은 불가피해졌다. 등록을 받고, 이와테 현 현지사 닷소 타쿠야(達増拓也)는 세계 유산 위원회장에서 연설을 하는데, 여기에는 2011년 3월 11일에 발생한 동일본 대지진에서 3개월 정도 지난 시점에서 히라이즈미의 문화유산이 세계문화유산으로 등재된 것에 대한 의의와 감사를 표명하는 내용이 담겨 있었다.
히라이즈미는 12세기에 끔찍한 전쟁의 참화를 딛고 영원한 평화를 이룩하기 위해 건설되었습니다. 그 창설의 아버지로서 실크로드를 따라 외국에서 도입된 다양한 사상들이 도움이 되었습니다. 따라서 히라이즈미의 등록은 히라이즈미의 건설의 원래 이념으로 회귀하는 동시에, 3월 11일의 참화의 부흥이라는 엄청난 임무에 직면해 있는 우리에게 큰 용기를 북돋워주고 있는 것입니다.— ―닷소 타쿠야

닷소 타쿠야는 7월 3일, 주손지에서 열린 「히라이즈미 세계 문화 유산 등록, 도호쿠 부흥 기원 곤지키도 참배」에서 「도호쿠 부흥 히라이즈미 선언」을 발표했다. 이것은 세계 유산 위원회에서 했던 연설과 마찬가지로, 히라이즈미에 창건된 이념이 도호쿠 지방 부흥의 정신적 지주가 되기를 기원하고, 부흥을 위한 결의와 지원에 대한 감사를 함께 나타낸 것으로 평가된다.

### 등록 기준
비록 ICOMOS의 권고 시점에서 기준(4)의 적용은 부정되었고 세계문화유산 위원회에서조차 그 결정을 번복하지는 못했지만, 히라이즈미는 세계문화유산 등록 기준에 있어서 다음과 같은 기준을 충족했다고 간주되어 마침내 등록이 결정된다.
- (2) 어느 기간을 통해, 또는 어떤 문화권에서 건축, 기술, 기념비적 예술, 도시 계획, 경관 디자인의 발전, 인류의 가치의 중요한 교류를 보여주는 것.
- (6) 현저하고 보편적인 의의를 가지는 사건, 현존하는 전통 사상, 신앙 또는 예술적, 문학적 작품과 직접적으로 혹은 분명하게 관련된 것(이 기준은 다른 기준과 함께 적용되어야 한다고세계문화유산 위원회는 보았다).

기준(2)의 적용은, 불교 사상과 정원 배치 같은 외래의 개념이 신도(神道)를 포함한 일본 고유의 습속이나 자연관과 결합되어 독자적 건축양식의 발전으로 이어진 점 등을 평가한 것이다. 기준(6)은 그것과도 결합되어 불교가 보급되는 과정에서 지역적 수용의 한 형태를 보여주는 예증이 된다는 점이 높은 평가를 받았다.

## 히라이즈미 세계문화유산의 구성
히라이즈미 세계문화유산의 개별 자산 개요는 다음과 같다(덧붙여 영어명, 세계문화유산 등록 ID는 세계 유산 센터가 공식적으로 보여 주는 것이다).

### 주손지
주손지는, 히라이즈미 정에 있는 천태종(天台宗) 도호쿠 대본산(東北大本山)이다. 일본의 국보로 지정된 곤지키도와 중요 문화재인 경장(経蔵) 등을 포함해 경내가 일본의 국가 특별사적으로 지정되어 있다. 세계문화유산 등록 ID는 1277rev-001(Chûson-ji).
처음 이 절을 지은 것은 엔닌(円仁)으로 주손지라는 이름도 세이와 천황(清和天皇)이 내렸다고 전해지지만, 실질적으로 이 절을 재흥시킨 것은 후지와라노 기요히라로, 전9년의 역(前九年の役)과 후3년의 역(後三年の役)이라는 두 번에 걸친 전란 끝에 가족을 차례대로 잃은 그는 적이든 아군이든 상관없이 전쟁에서 죽은 자라면 모두 그 혼이 극락정토로 인도되어야 한다는 이념 아래, 도호쿠에 우수한 불교 문화를 꽃피우겠다는 목표를 세웠다.
기요히라는 12세기 초엽에 다보당(사이초인)을 세운 것을 시작으로 많은 정토사원과 대가람을 지었다. 닛카이다이도(二階大堂)라 불리는 거대한 당우(堂宇)는 훗날 가마쿠라의 에이후쿠지(永福寺)의 모델이 되지만, 이들 건축물들은 1337년의 화재로 대부분 소실됐다. 곤지키도는 당시의 모습을 간직한 것으로 평가받지만, 본당(本堂)은 1909년에야 재건된 것이다.

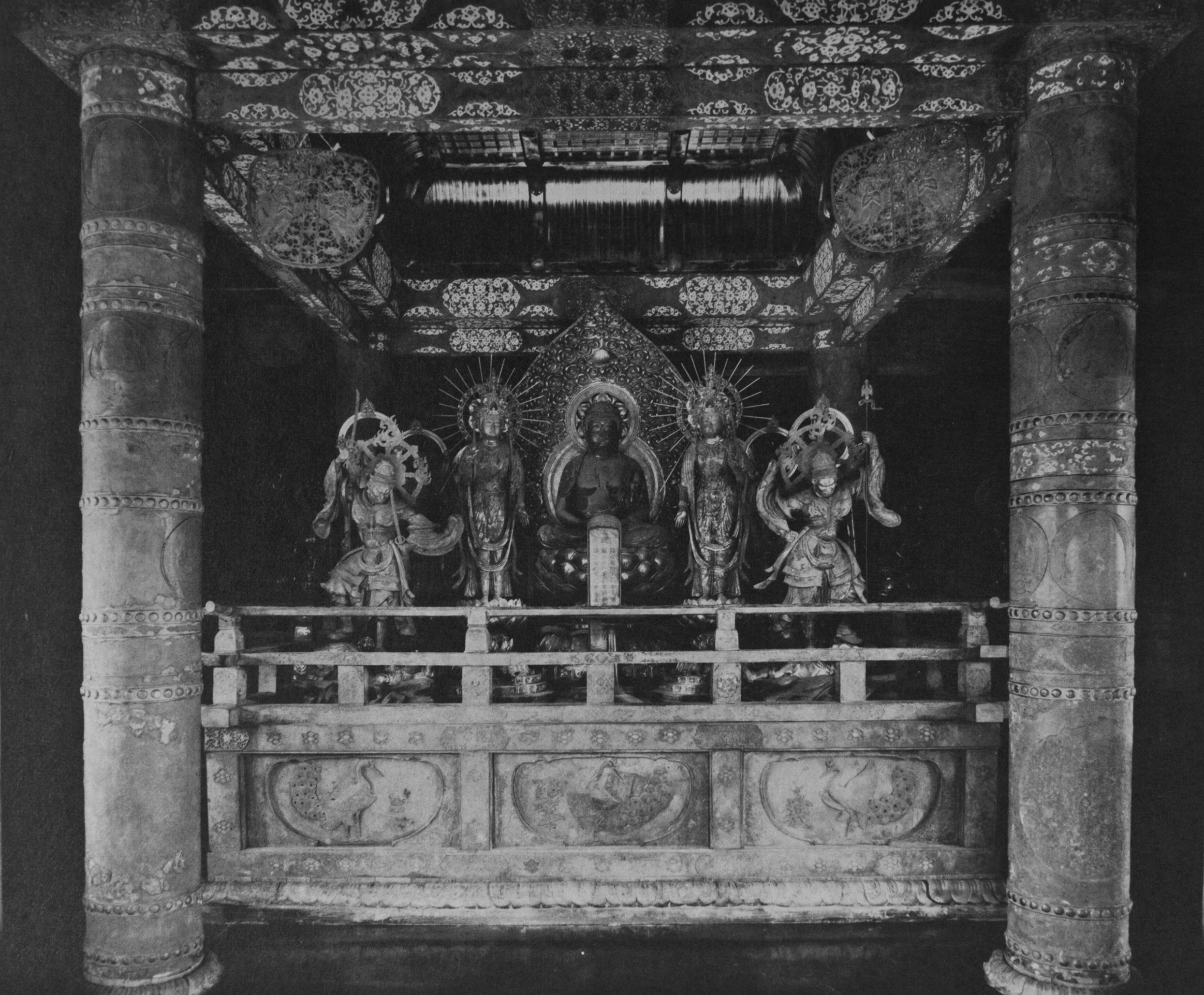
곤지키도
곤지키도는 일본의 국보로 지정되어 있는 주손지 경내의 아미타도(阿彌陀堂)을 가리키는데, 후지와라노 기요히라에 의해 건립되어 덴지(天治) 원년(1124년)에 완성되었다. 높이 8m에 폭이 약 5m로, 곤지키도라는 이름에서 보이듯 안팎의 문과 벽, 처마에서 대들보와 마루에까지 옻칠을 하고 금박을 입힌 화려한 장식이 새겨져 있다(지붕 부분은 제외). 불당 내부에 벽화가 아닌 칠공예로 불상을 표현한 것은 일본에서도 그 사례가 드물다.
내부의 불단, 즉 수미단을 장식하는데 금세공, 나전과 함께 쓰인 상아는 감정 결과 인도코끼리가 아닌 아프리카코끼리의 것임이 확인되어, 당시 홋카이도에서 연해주로, 다시 중국 대륙으로 이어지는 북방 무역을 통해 쌓아올린 오슈 후지와라 씨의 재력과 힘을 엿볼 수 있다. 기요히라 이후 모토히라, 히데히라에 이르는 오슈 후지와라 씨 3대 당주들의 미이라화된 시신과 4대 당주 야스히라의 수급이 모셔져 있는데, 이들 미이라에 대해서는 과거 아이누의 습속과 연결시키는 견해도 있으나 오늘날에는 당시 교토에서 보이던 불교 양식을 도입한 것으로 여겨지고 있다.
건립 당시의 건축물이 거의 소실된 주손지에서 곤지키도는 창건 당초의 모습을 전하는 귀중한 건조물로, 2006년에 이루어진 권주의 연륜연대학에 의한 연대 감정 결과에서도 그것은 증명되었다.
오오이도(覆堂)

신(新) 오오이도

곤지키도는 현재 콘크리트로 지은 신오오이도(新覆堂)로 둘러싸여, 유리로 된 막으로 보호되고 있다. 1965년에 원래 있던 무로마치 시대(室町時代) 중기에 지어진 오오이도를 대신하기 위한 새로운 오오이도를 지으면서, 기존의 오오이도는 다른 장소로 이축되어 그 자체가 중요문화재로 지정되었다. 곤지키도에 오오이도가 처음 지어진 것은 쇼오(正應) 원년(1288년) 당시 가마쿠라 막부의 쇼군이었던 고레야스 친왕(惟康親王)의 명에 의해서였다.
오오이도란 중요한 문화재, 사적 등을 비바람으로부터 보호하기 위해 그것을 덮도록 지어진 간단한 건축물로 사야도(鞘堂), 또는 오오이야(覆屋)로도 부르는데, 곤지키도의 경우 원래 오오이도로 조성되었던 건조물이 세월이 지나면서 그 오오이도 자체가 문화재적인 가치를 갖게 된 경우라고 할 수 있다. 명확한 정의는 존재하지 않지만, 현재 한국의 탑골공원에 있는 원각사지 십층 석탑이나 히로시마의 원폭 돔의 경우처럼 현대에도 비교적 역사가 짧은 근대 건축물 등의 사적을 보호하기 위해 그것을 덮은 건축물의 경우도 오오이도의 일종으로 알려져 있다.
ICOMOS의 권고 당시에는 콘크리트로 만든 이 새 오오이도가 '경관의 진정성'의 관점에서 약간 문제시되기도 했다.
경장
경장은 기요히라에 의해 봉납된 『감지금은자교서일체경(紺紙金銀字交書一切経)』(현재 일본의 국보)을 비롯한 사경을 보관하고 있는 건축물인데, 2층 부분은 1337년의 화재로 파손되었다. 현재 남아있는 건물 가운데 일부는 헤이안 시대의 낡은 자재가 포함되어 있기도 하지만, 건축 시기는 가마쿠라 말기로 추정된다. 『감지금은자교서일체경』 등은 현재 다른 장소로 옮겨 보관 중이며, 경장 자체가 중요 문화재로 지정되었다. 내부에는 문수보살을 안치한 나전팔각수미단(螺鈿八角須弥壇)이 있었는데 이것도 현재 실물은 다른 곳으로 옮겨져 보관중이다.

### 모쓰지

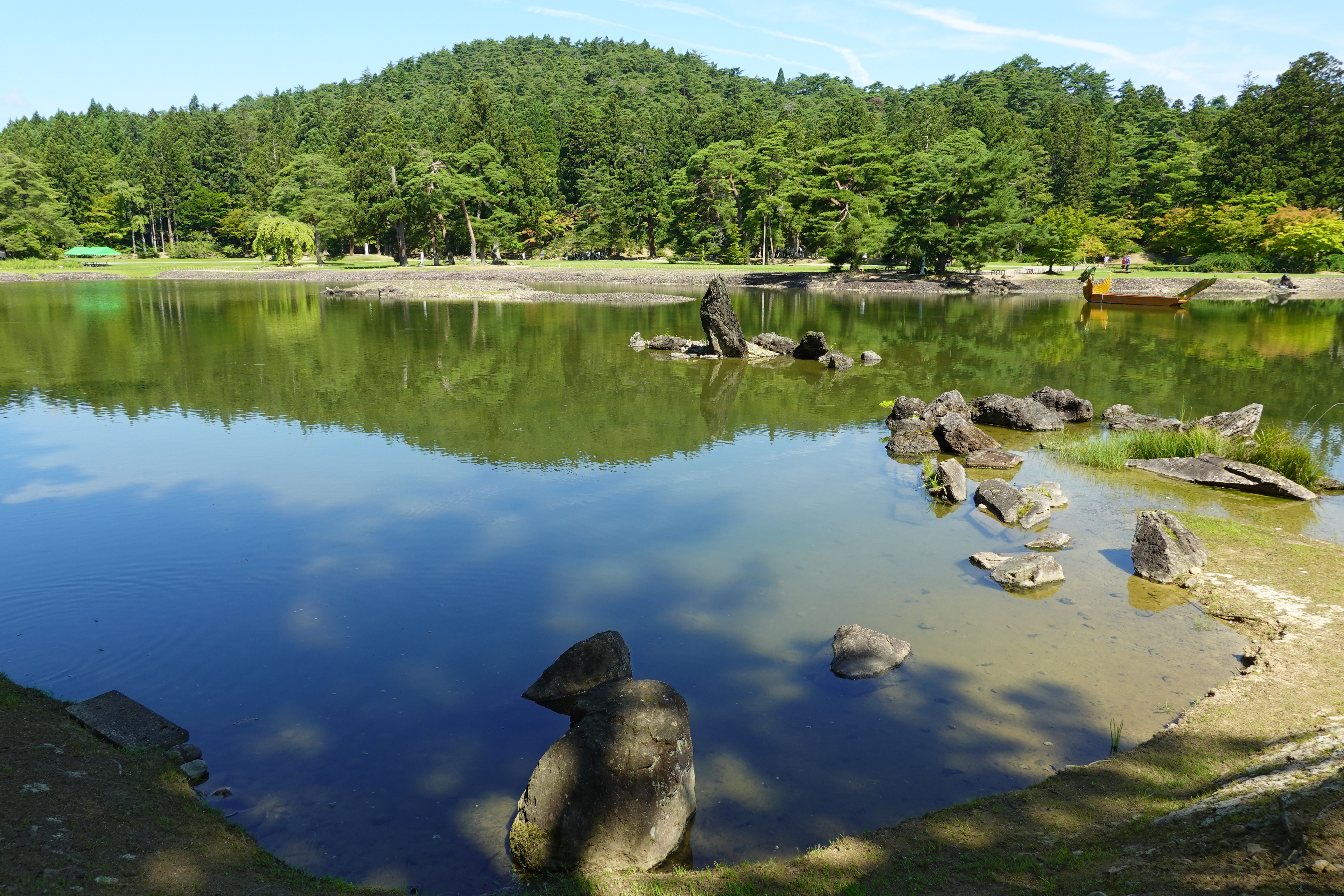
오이즈미 연못(大泉が池)

모쓰지는 1226년에 화재로 대부분의 전각이 소실되고 1573년에 이르러 완전히 소실되었다. 때문에 현재 모쓰지에는 당시의 건축물은 남아있지 않다. 하지만 당시 모쓰지 경내에 조성했던 정토식 정원(淨土式庭園)의 일부분은 일본의 특별사적으로, 전체는 특별 명승으로 지정되기에 이르렀다(특별사적에 특별명승까지 중첩으로 지정된 경우는 일본에서도 여덟 건밖에 되지 않는다) 세계문화유산 등록 ID는 1277rev-002(Môtsû-ji)이다.
주손지와 마찬가지로 엔닌이 처음 지었다는 전승이 있으나, 본격적으로는 2대 당주 후지와라노 모토히라에 의해 재흥이 이루어졌다. 당시로서는 최대 규모에 해당하는 사원이었는데, 《아즈마카가미》의 「사탑 이하 주문」에 따르면 주손지가 「사탑 40여 채에 선방(禅坊)이 3백여 채」였던 것에 비해 모쓰지는 「당탑(堂塔)이 40여 채에 선방은 5백여 채」였다고 한다.
현재 남아있는 정토식 정원은 헤이안 시대의 양식을 그대로 간직한 것으로, 특히 물을 흘려보내던 유적은 헤이안 시대의 정원 양식을 전하는 유일한 사례로서 그 규모의 광대함과 더불어 주목받고 있다.
죠교도(常行堂)는 당시의 건축물은 아니고 1732년에 재건된 것인데, 이곳에서는 매년 1월 20일에 「엔넨노 마이(延年の舞)」라는 헤이안 시대 이래의 무용(현재 일본의 중요무형민속문화재)이 상연되고 있다. 세계문화유산 추천 때에는 당시의 정토사상을 전하는 무형문화재로서의 가치를 인정받았다.

### 간지자이오인 터

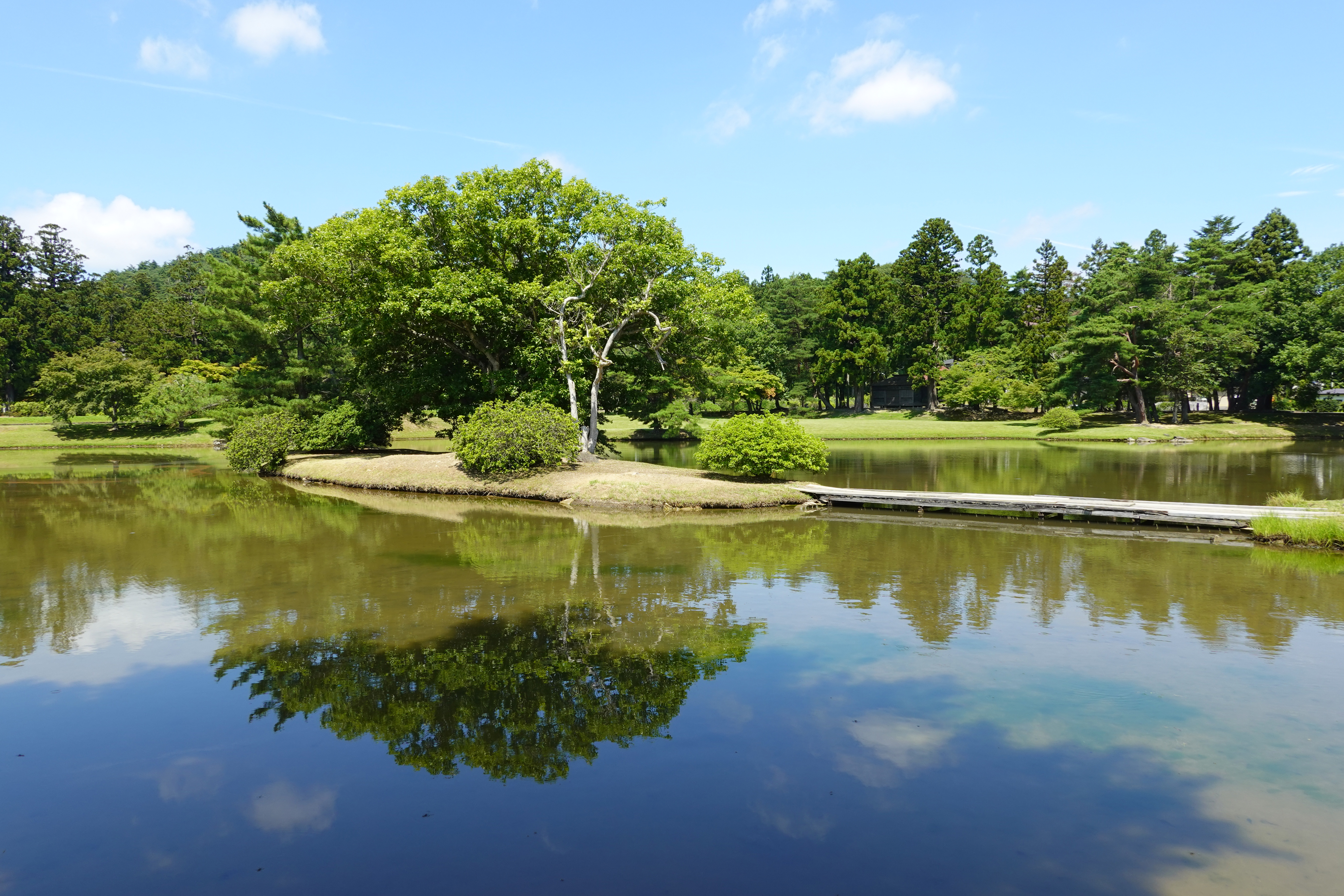
마이쓰루 연못(舞鶴が池)・나카지마(中島)

간지자이오인(觀自在王院)이 있었던 절터는 현재 일본의 명승으로 지정되어 있으며, 세계문화유산 등록 ID는 1277rev-003(Kanjizaiô-in Ato)이다.
후지와라노 모토히라의 아내에 의해 건립되었던 이 사원은 분지(文治) 5년(1189년) 이후 황폐해져서 절터 안이 논으로 개간되기도 했다. 1573년에 소실되었는데, 1954년에서 1956년, 1972년에서 1977년에 두 차례에 걸친 발굴 조사에 수반해 1973년부터 1978년까지 수복 사업이 이루어졌고, 당시의 모습의 정원이 복원되었다.
절은 약 160×260m으로 남북으로 뻗은 절터에 북쪽에는 두 구의 아미타도가 있고, 가운데에 원지(園池)가 위치해 있었다. 모쓰지와는 남북 도로를 사이에 두고 인접해 있는데, 모쓰지에 비해 우아하면서도 간소한 모습이 지적되며, 헤이안 시대의 정원 유구가 적지 않게 발견되면서 높은 평가를 받았다.
현재도 모토히라의 아내의 기일로 알려진 5월 4일에 그 죽음을 기리며 시작되었다는 「나키마쓰리(哭き祭り)」라는 제사가 열리고 있다.

### 무료코인 터

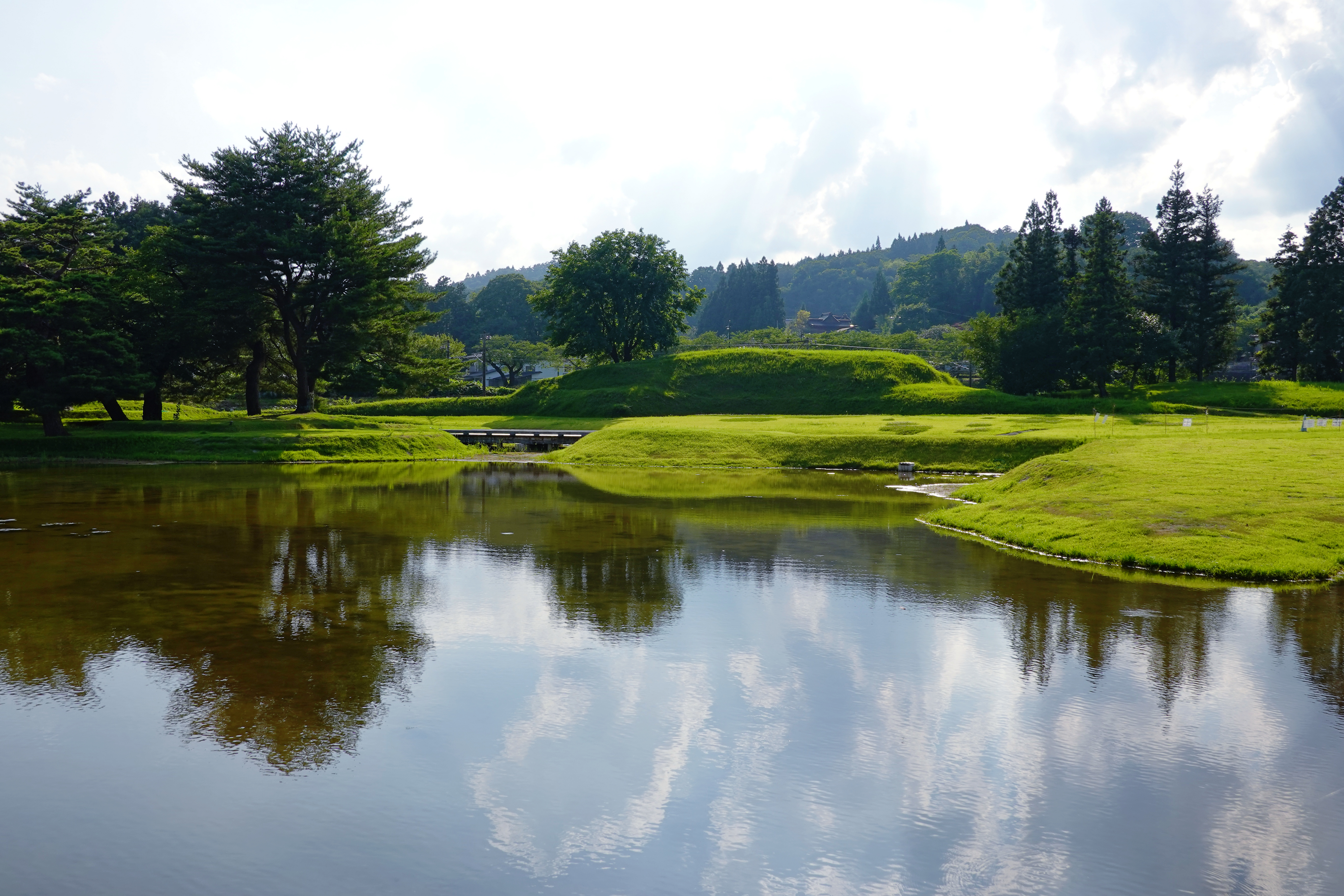
무료코인 터

세계문화유산 등록 ID는 1277rev-004(Muryôkô-in Ato)이다.
《아즈마카가미》는 후지와라노 히데히라가 우지(宇治)의 뵤도인(平等院)에 있는 봉황당(鳳凰堂)을 본떠 무료코인을 지었다고 전하고 있는데, 1952년의 발굴 조사 결과에서도 그것이 확인되었다. 히라이즈미에서 교토의 양식을 전면적으로 본뜬 사원이 건립된 것은 무료코인이 최초로, 교토와도 대등한 북방의 왕도(王都)를 세우겠다는 히데히라의 의도를 보여주는 것으로 지적된다(물론 정토사상의 색채가 강한 뵤도인의 모방에서 「정토」를 구현한다는 사상의 표현이 드러난다고 지적되기도 한다).
발굴 조사 당시 절터는 동서 약 240미터, 남북 약 270미터, 면적 약 6.5헥타르로서, 모방했다는 뵤도인보다 규모가 컸다고 추정된다. 본존도 뵤도인과 마찬가지로 아미타불을 모시고 지형이나 건물 배치에서 뵤도인을 본뜬 것으로 보이지만, 중당 앞에 기와를 깔았다는 점이나 연못에 나카지마를 배치했다는 점이 뵤도인과 다르며, 본당 규모도 봉황당보다 익랑 길이가 한 칸 더 길다.
건립 당시부터 서방 극락정토라는 강한 의식에 따라 정원과 아미타도, 배후의 긴케이 산이 동서 방향으로 줄지어 배치되어 있는데, 이러한 공간 배치는 세계문화유산 추천 과정에서도 정토식 정원의 가장 발전된 형태로 주목받았다.
세계문화유산 등재 뒤에는 문화청이나 현 차원에서 정원 및 사원에 대한 본격적인 복원계획에 대한 검토가 이루어지고 있다.

### 긴케이 산

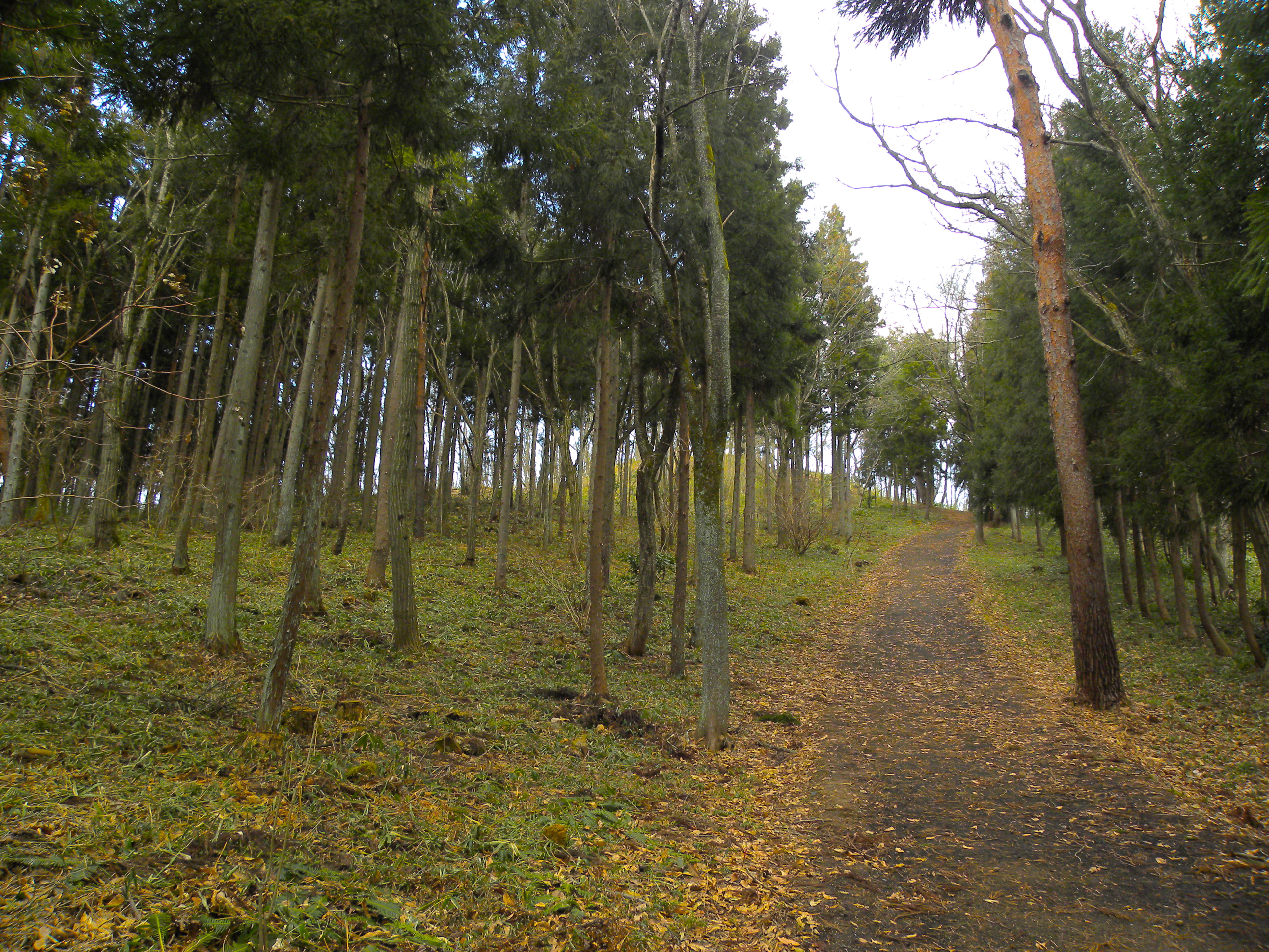
긴케이 산

표고 98.6m의 긴케이 산은 2005년에 일본의 사적으로 지정되었다. 세계문화유산 등록 ID는 1277rev-005(Mt Kinkeisan)이다.
긴케이 산이라는 이름은 후지와라노 히데히라가 무료코인을 지으면서 그 서쪽에 이 산을 하룻밤만에 짓게 하고, 산꼭대기에 금으로 만든 암수 한 쌍의 닭을 묻었다는 데서 유래한 것이다. 주손지와 모쓰지의 거의 정중앙에 위치해 있다는 점에서 오슈 후지와라 씨의 도시계획에서 긴케이 산은 기준점이 된 것이 아니냐는 추측도 있는데, 산 정상에서 정남쪽으로는 모쓰지 및 오쿠 대로(간선도로)와도 곧장 이어지는 도로의 흔적이 존재하고 있다. 또한 피안회 때에 무료코인의 당우와 정원의 나카지마(中島) 쪽에서 보면 당우를 배경으로 긴케이 산의 산꼭대기와 일몰 장면이 겹쳐보였다는 것에서, 단순한 기준점이 아니라 서방 극락정토를 연상시키는 공간 설계상 중요한 위치를 긴케이 산이 차지하고 있었다.

## 확대등록을 목표로 하고 있는 문화유산들
다음은, 구성 유산의 재검토나 세계문화유산 위원회의 심의 과정에서 제외된 유적들로, 일본 정부가 확대등록을 목표로 하고 있는 것들이다. 2011년에 제외된 야나기노고쇼 유적을 제외하면 대부분 2008년의 「등록 연기」 결의 뒤에 재검토 과정에서 제외된 것들이다.

### 야나기노고쇼 유적
1988년 이후에 이루어진 조사에서 해자로 둘러싸인 부지에 대규모 건물터와 방대한 유물들이 발굴되었다. 《아즈마카가미》에 기록된 3대 히데히라의 처소이자 히라이즈미의 정청(政廳)이었던 「히라이즈미노타치(平泉館)」일 가능성이 제기되었지만, 현재는 그보다 더 오래된 것으로 초대 기요히라 때부터 쓰였을 가능성이 높은 것으로 여겨진다. 「야나기노고쇼(柳之御所)」라는 이름은 후대에 미나모토노 요시쓰네(源義経)에 얽힌 전설을 바탕으로 붙여진 것으로 오슈 후지와라 씨의 시대에 쓰인 이름은 아니었다.
세계문화유산 추천 당시 오슈 후지와라 씨의 정청 터라는 중요성에서 추천 대상에 포함되었지만, 2008년 이후의 재검토에서도 제외되지 않았던 것이 2011년의 세계문화유산 위원회에서는 정토사상 그 자체와 관련성이 희박하다며 등록 목록에서 제외할 것을 결의하였다.

### 닷코쿠 동굴
히라이즈미 남서쪽에 위치한 사원을 포함한 사적이다. 현재는 닷코쿠 사이미쓰지(達谷西光寺)가 있는데, 이곳에는 사카노우에노 다무라마로(坂上田村麻呂) 관련 전승이 있는 비샤몬도(毘沙門堂)라는 동굴도 포함된다(비샤몬도 자체는 1961년에 재건). 또한 비샤몬도가 있는 암벽에는 마애불이 새겨져 있는데, 오슈 후지와라 씨 시대에는 유력 사찰이었을 것으로 추정되고 있다.

### 초지가하라 폐사지
오슈 시에 남아있는 초지가하라 폐사지는 2005년에 사적「야나기노고쇼 터・히라이즈미 유적군」에 포함되었었다.
약 1000년 전의 절터로 추정되는 이 절은 원래의 이름도 그 발원한 자의 신상도 알려져 있지 않다. 다만 발굴조사 결과 상당한 권력자에 의해 세워진 절로 추정되는 데서, 과거 오슈 후지와라 씨 이전 도호쿠를 지배했던 호족 아베 씨(安倍氏)와도 친분이 있는 사원으로 여겨진다. 공간배치에 있어 충분한 고심의 흔적이 보이며, 히라이즈미 이전의 도호쿠 지방의 불교 문화를 고찰하는 중요한 사적으로 의미가 있다.
처음 세계문화유산 심의가 열렸던 2008년에는 히라이즈미의 역사적 배경과의 관련성에 의해 추천 목록에 포함되었지만, 이듬해의 재검토 과정에서 제외되었다.

### 호네데라 장원 유적
이치노세키시(一関市)의 혼데라(本寺) 지구에 남아있는 일본 중세의 장원 유적은 2005년 그 일부가 사적으로 지정되었는데, 현재의 지명인 「혼데라」도 「호네데라(骨寺)」가 변화한 것이라는 설도 있다.
후지와라노 기요히라의 시대, 호네데라 장원은 렌코(蓮光)라는 승려가 소유한 영지였는데, 렌코가 주손지 경장의 벳토(別当)에 임명되면서 경장 영지로 봉납했다. 이 장원 유적의 특수한 점은 주손지 소장 『무쓰 국 호네데라 무라에즈(陸奥国骨寺村絵図)』(일본 중요문화재)와의 관련성이다. 가마쿠라 시대에 성립된 것으로 추정되는 이 그림은 《아즈마카가미》의 서술과도 일치하는 부분이 보이는데, 절이 있는 지역은 대규모 개발에도 노출되지 않은 채 당시의 그림에 그려진 장원 경관과도 일치하는 모습들을 많이 간직하고 있었던 것이다(이 경관을 구성한 야마오 동굴山王窟이나 고마네 신사駒形根神社, 전傳 미타케도 터ミタケ堂跡, 다이시도大師堂, 요해관要害館 터 등 11건은 일본의 사적으로 지정).
이치노세키 혼데라의 농촌 경관
장원 유적이 남아있는 혼데라 지역은 겨울에 북서쪽에서 오는 계절풍을 막기 위한 이그네(방풍림)를 갖춘 농가들 등 옛 모습 그대로의 농촌 경관이 남아있는 곳이기도 하다. 이 「이치노세키 혼데라의 농촌경관」은 2006년 일본의 중요문화적 경관으로 선정되었다.
처음 세계문화유산 추천 전에는 중세 그림에서의 모습이 고스란히 남아있는 지구로서의 특수성이 일본 국내의 전문가들에 의해 평가되어, 문화적 경관으로서 추천하기 위한 필수 요소로서 국가나 현이 현지에 참여를 요구하는 형태로 추천 목록에 포함되었다. 그러나 2008년 ICOMOS의 평가에서는 장원 유적의 경관이 현저한 보편적 가치를 지니고 있다는 증명이 불충분하며 주손지 경장과 관련이 있다는 것만으로 정토 사상과의 결합성을 찾기 어렵다는 부정적 견해가 제시되었다. 그 결과 2008년부터 2009년까지의 구성 자산의 재검토 와중에 추천 목록에서 일단 제외한 뒤, 확대 등록을 목표로 하기로 결정된 것이다.

## 같이 보기
- 정토교